# Camptothecium subhumile
Camptothecium subhumile là một loài rêu trong họ Brachytheciaceae. Loài này được Broth. mô tả khoa học đầu tiên năm 1904.